# 4 (album)
4 je debitantski studijski album slovenske pop skupine zalagasper. Izdan je bil 14. februarja 2020 pri založbi Universal Music Slovenia.
Album sta predstavila na koncertu v Kinu Šiška 27. februarja.

## Ozadje
Po nastopu na Pesmi Evrovizije 2019 sta si Zala in Gašper želela počitka in umik iz javnega nastopanja. V intervjuju z RTV Slovenija je Zala povedala: "Lani bi lahko imela 200 koncertov, ampak sva se odločila, da jih bova imela 30. Rada bi si prihranila prizorišča in trenutke za kdaj drugič. Mogoče zdaj po izdaji albuma ali naslednje leto, ko bova izdala še kaj drugega. Nama je bilo malo nenavadno stopiti iz okvira Evrovizije, kjer je bilo pomembno vedno to, da izkoristiš trenutek in 'kuješ železo, dokler je še vroče'. Svoje glasbe ne vidiva kot železo, ki je vroče, ampak kot nekaj, kar je dolgotrajno in nekaj, kar lahko delava – upam – vse življenje."

## Glasba
Na albumu so vse štiri pesmi z EP-ja Štiri, ki je bil izdan skoraj točno eno leto prej. Poleg novih pesmi v angleščini sta na albumu tudi dve priredbi: pesem "Novo sonce" skupine Dan D z njihovega albuma Ure letenja za ekstravagantne ptice (2009) ter pesem "Hazey" ameriške psihedelične pop skupine Glass Animals z albuma Zaba (2014). Na LP izdaji sta to bonus pesmi.

## Kritični odziv
Album je Goran Kompoš za revijo Mladina ocenil s 3 zvezdicami in v recenziji zapisal: "Nove so skladbe v angleščini, kar je po dobrem mednarodnem odzivu v Tel Avivu sicer smotrna odločitev, je pa njun počasni, zasanjani, romantični pop s tem žal izgubil nekaj tiste drugačnosti, s katero sta se dvignila nad povprečje. Plošča je bolj formalnost kot pa kakšno novo glasbeno razodetje."

## Seznam pesmi
Vso glasbo in vsa besedila sta napisala napisala Zala Kralj in Gašper Šantl, razen kjer je to navedeno.
| Št.             | Naslov                           | Pisec                      | Dolžina |
| --------------- | -------------------------------- | -------------------------- | ------- |
| 1.              | „Valovi‟                         |                            | 3:20    |
| 2.              | „Baloni‟                         |                            | 3:06    |
| 3.              | „S teboi‟                        |                            | 3:24    |
| 4.              | „Sebi‟                           |                            | 3:18    |
| 5.              | „Novo sonce‟ (priredba Dan D)    | Tomislav Jovanović - Tokac | 3:26    |
| 6.              | „Come to Me‟                     |                            | 3:17    |
| 7.              | „Signals‟                        |                            | 3:11    |
| 8.              | „Me & My Boi‟                    |                            | 3:19    |
| 9.              | „Box‟                            |                            | 3:23    |
| 10.             | „Hazey‟ (priredba Glass Animals) | Dave Bayley                | 3:14    |
| Skupna dolžina: | Skupna dolžina:                  | Skupna dolžina:            | 32:58   |

## Zasedba
zalagasper
- Zala Kralj — vokal, sampler
- Gašper Šantl — kitara, sampler, vokal

Tehnično osebje
- Ana Šantl — fotografija